# Hervé Bodilis
Hervé Bodilis és un director i productor francès de pel·lícules pornogràfiques nascut el 6 de juliol de 1966.

## Inicis
Hervé Bodilis va començar la seva carrera com a fotògraf en una agència de premsa especialitzada en l'espectacle i escrivint llibres d'humoristes. Va ser l'any 1986, fent fotos a petició d'una actriu porno, que es va dedicar a l'erotisme. Després es va convertir en fotògraf de revistes del cor i fotògraf en un grup de premsa gai. Va ser durant un dels seus viatges per a un reportatge fotogràfic que Hervé va descobrir Hongria, on es quedaria quatre anys. Val a dir que 10 anys més tard la companyia nord-americana Hustler li va oferir convertir-se en director de pel·lícules pornogràfiques, sense deixar de ser fotògraf. Va treballar durant un temps per a una empresa especialitzada en pel·lícules de porno gai, abans de canviar al porno heterosexual.

## Col·laboració amb Marc Dorcel
L'any 2000, va proposar la seva pel·lícula Alexandra per la seva distribució a Marc Dorcel. L'any 2003 Hervé Bodilis es va convertir en el primer director amb un contracte exclusiu amb Marc Dorcel. Aleshores Grégory Dorcel li va encarregar la producció d'una sèrie de pel·lícules.
El 2005, Hervé va dirigir la seva primera pel·lícula amb guió Les Deux Sœurs amb Oksana, Dorcel Girl 2005 i Nina Roberts que van compartir el paper principal. Després va continuar, el 2006, amb la realització de French ConneXion, amb entre d'altres Katsuni i Yasmine, després el 2007 amb Casino - No Limit , considerat com el pressupost més gran del porno francès fins aleshores (230.000 €), i presenta per primera vegada les dues "Dorcel Girls", Yasmine i Melissa Lauren.

## Filmografia
- 2017 : Les nuits d'une bourgeoise
- 2016 : L'Héritière
- 2016 : Claire, apprentie soumise
- 2016 : L'Infiltrée
- 2015 : luxure,initiations de jeunes libertines
- 2013 : Soubrettes Services: Lola, au plaisir de monsieur
- 2011 : Orgy : The XXX championship (amb Paul Thomas i Christophe Clark)
- 2011 : Anna, apprenti soubrette
- 2010 : Mademoiselle de Paris
- 2010 : Soubrettes Services : Spécial Stars
- 2009 : Dorcel Airlines First Class
- 2009 : Story of Laly
- 2008 : Fuck VIP Toxic Angels
- 2008 : Russian Institute Hoildays
- 2008 : Story of Lou Ravage
- 2008 : Dorcel Airlines 2 Paris / New York
- 2008 : Casino - No Limit
- 2008 : Story of Megane
- 2007 : Dorcel Airlines
- 2007 : Pornochic 15 Melissa Lauren
- 2007 : Russian Institute Special Camping
- 2007 : Pornochic 14 Yasmine
- 2007 : Story of Virginie
- 2007 : Fuck VIP LSD
- 2007 : Fuck VIP Extasy
- 2006 : French ConneXion
- 2006 : Fuck VIP Cockaine
- 2006 : Story of Yasmine
- 2006 : Pornochic 13 Sophie
- 2006 : Story of Sophia
- 2006 : Russian Institute 8
- 2006 : Pornochic 12 Katsuni
- 2006 : The Twins (les Jumeaux) - film Gay
- 2006 : Russian Institute 7
- 2004 : Sophie et Clara infirmières de nuit
- 2004 : 18 ans - film Gay
- 2001 : Air Force Hard - film Gay
- 2000 : Alexandra
- 1999 : Christophe

## Premis
- 2007: Venus Award: Millor realitzador europeu.[5]
- 2008: FICEB — Premi Ninfa a la millor pel·lícula i al millor director.[6]
- 2008: Premis Eroticline — Millor pel·lícula europea i millor alt pressupost[7]